# 노두

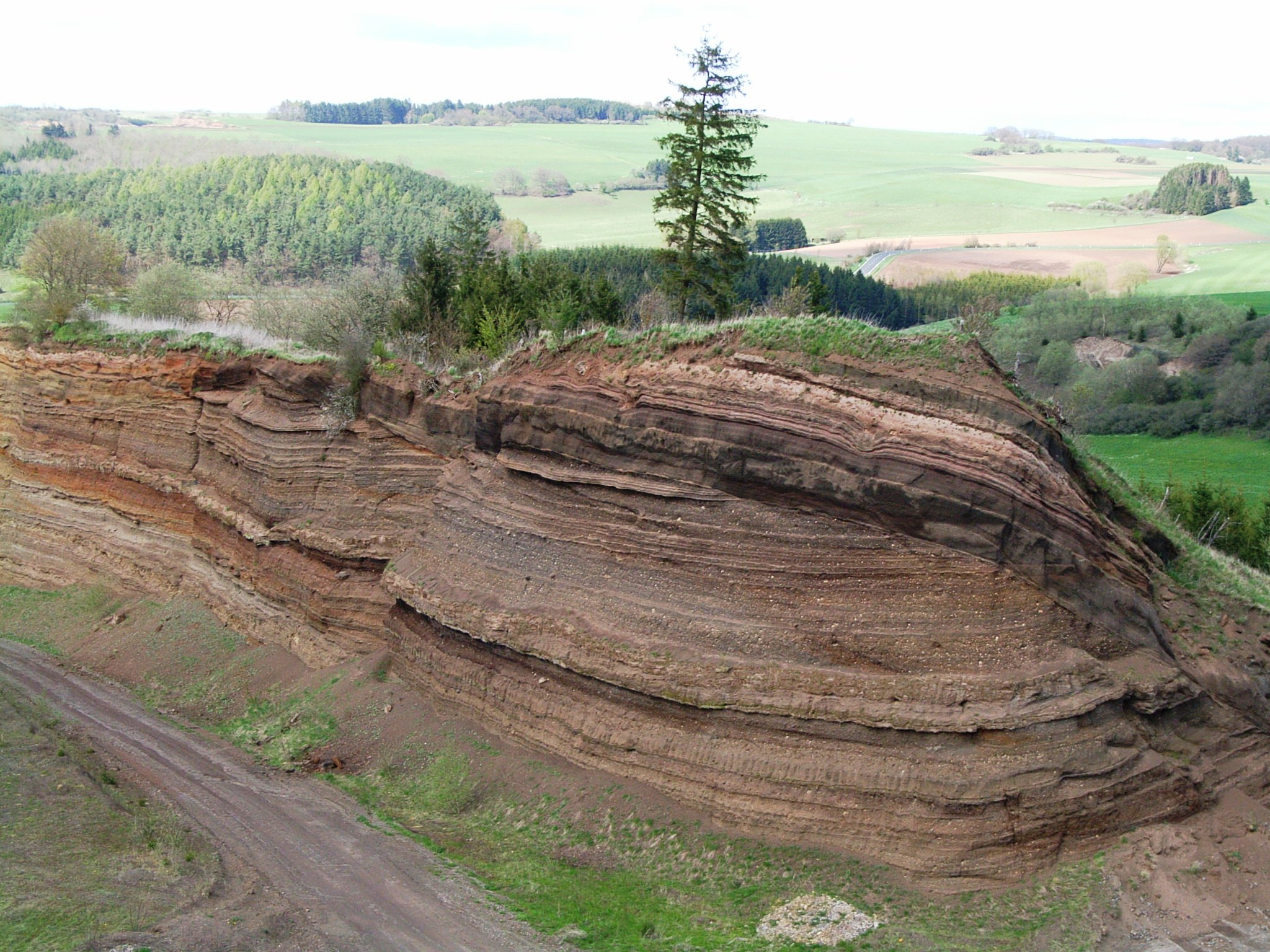
독일의 화산암 노두

노두(露頭, outcrop)는 기반암이나 고대 표토가 지구 및 다른 지구형 행성의 표면에 드러나 있는 것을 말한다.

## 특징
노두는 지구 육지 표면의 대부분을 덮고 있지 않는데, 대부분의 지역에서 기반암이나 표토는 흙과 식물에 덮여 있어 육안으로 볼 수 없기 때문이다. 그러나 overlying 덮개가 침식이나 융기를 통해 제거된 곳에서는 암석이 드러나거나 노출될 수 있다. 이러한 노출은 가파른 언덕 경사면, 산등성이 및 정상, 강둑, 그리고 지각 활동이 활발한 지역과 같이 침식이 빠르고 풍화 속도를 초과하는 지역에서 가장 빈번하게 발생한다. 핀란드에서는 마지막 빙하기(기원전 약 11000년) 동안의 빙하 침식, 이어진 해파 침식, 그리고 등방성 융기로 인해 많은 매끄러운 해안 및 연안 노두가 형성되었다.
기반암과 표토는 채석이나 교통로 건설과 같은 인간의 굴착 활동으로 인해 지구 표면에 노출될 수도 있다.

## 연구
노두는 지질학적 분석 및 지질도 작성을 위해 기반암을 제자리에서 직접 관찰하고 시료를 채취할 수 있게 해준다. 현장 측정은 지질학적 역사의 적절한 분석에 중요하며, 따라서 노두는 지구 역사의 지질 시대를 이해하는 데 매우 중요하다. 기반암 노두나 정밀한 시추 및 코어링 작업을 통해서만 얻을 수 있는 정보의 유형 중 일부는 구조지질학적 특징 방향(예: 층리면, 습곡, 엽리), 퇴적 특징 방향(예: 고대 해류 방향, 분류, 암상 변화), 고지자기 방향이다. 노두는 또한 화석 군집, 고환경, 진화를 이해하는 데 매우 중요한데, 이는 지질학적 지층 내의 상대적 변화에 대한 기록을 제공하기 때문이다.
노두에 대한 정확한 설명, 매핑, 실험실 분석을 위한 시료 채취는 모든 지질학 분야와 퇴적 법칙, 지층의 수평 퇴적의 법칙, 지층의 연속성의 법칙, 그리고 동물군 천이의 법칙과 같은 근본적인 지질학적 법칙의 발전을 가능하게 했다.

## 노두의 유형
노두는 다음을 포함하지만 이에 국한되지 않는 다양한 형태로 나타난다.
- 절벽
- 토르
- 급경사면
- 잔구

## 예시
그레이트브리튼섬의 영국 지도국 지도에서 절벽은 노두와 구별된다. 절벽은 상단 가장자리를 따라 연속적인 선이 있고 아래로 돌출된 선들이 있으며, 노두는 각 노출된 암석 영역 주위에 연속적인 선이 있다. 캘리포니아주의 노두 예시로는 많은 영화의 로케이션 촬영에서 친숙한 바스케스 바위가 있으며, 융기된 사암으로 구성되어 있다. 인도 카르나타카주의 우타라 칸나다 지역에 위치한 야나도 노두의 또 다른 예이다.

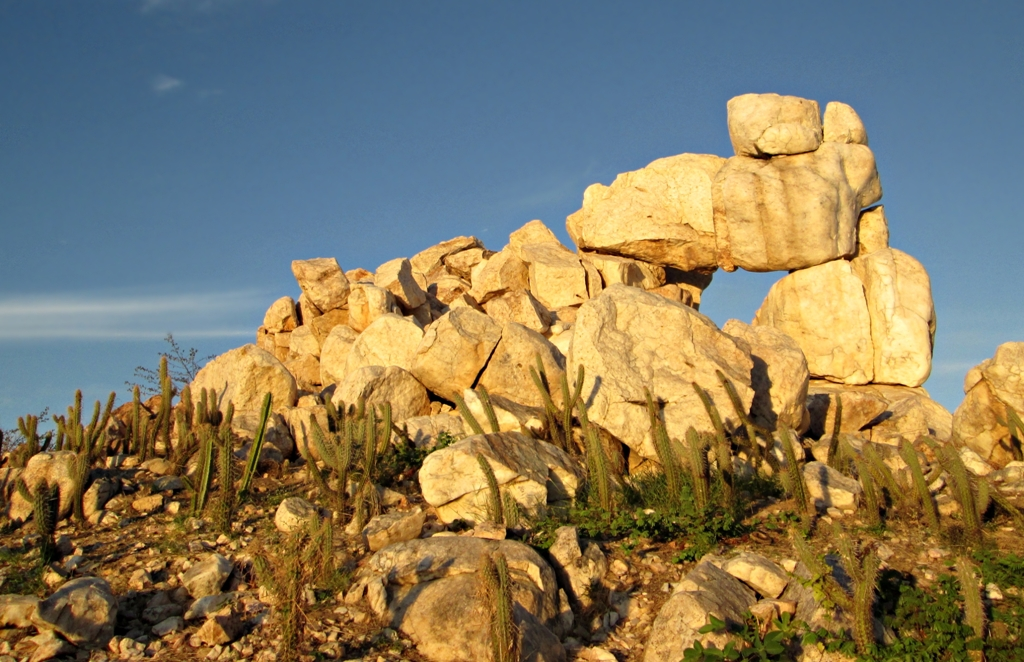
브라질 카이코의 세호치 브랑쿠 노두
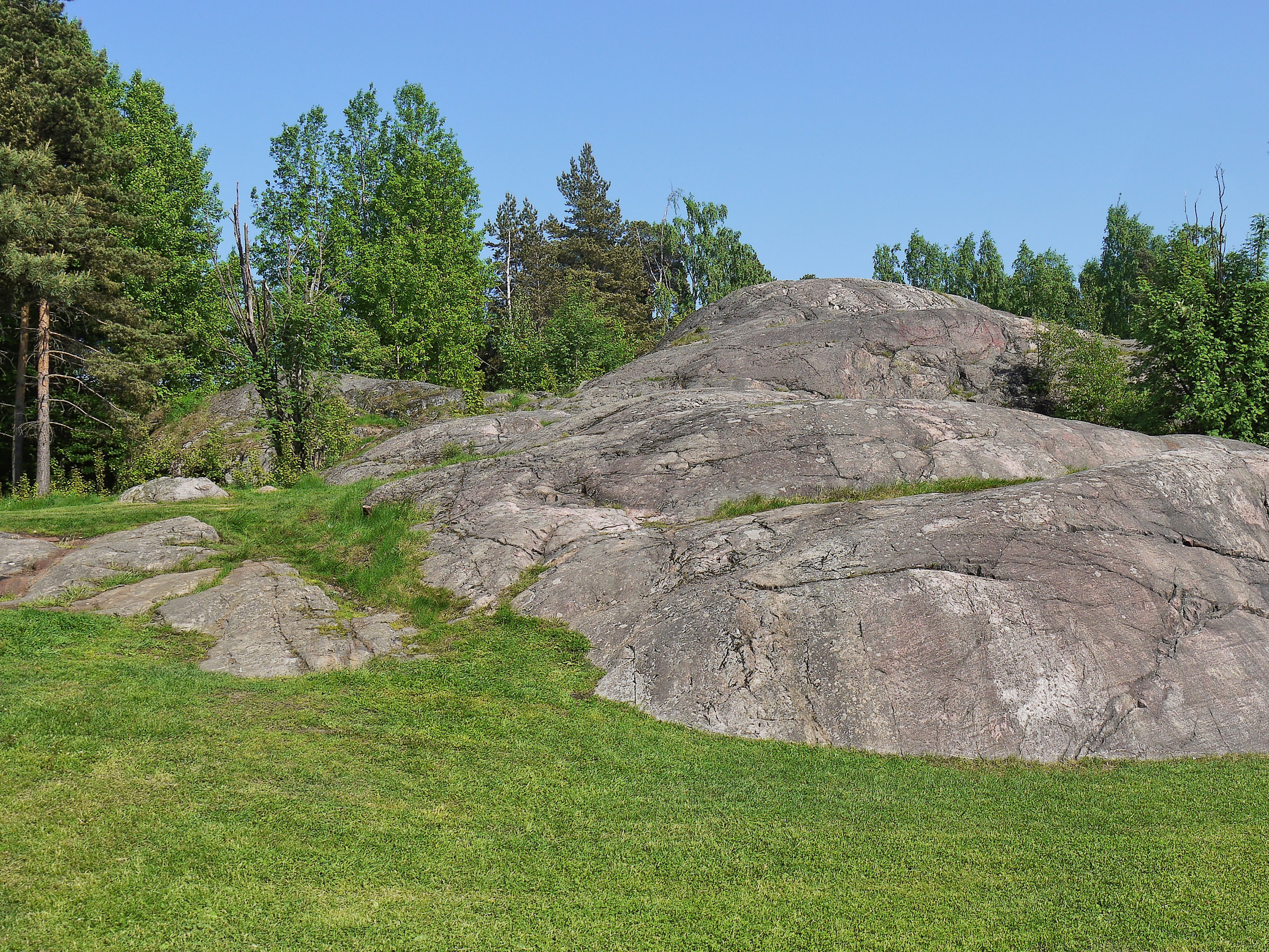
핀란드의 선캄브리아 시대 노두
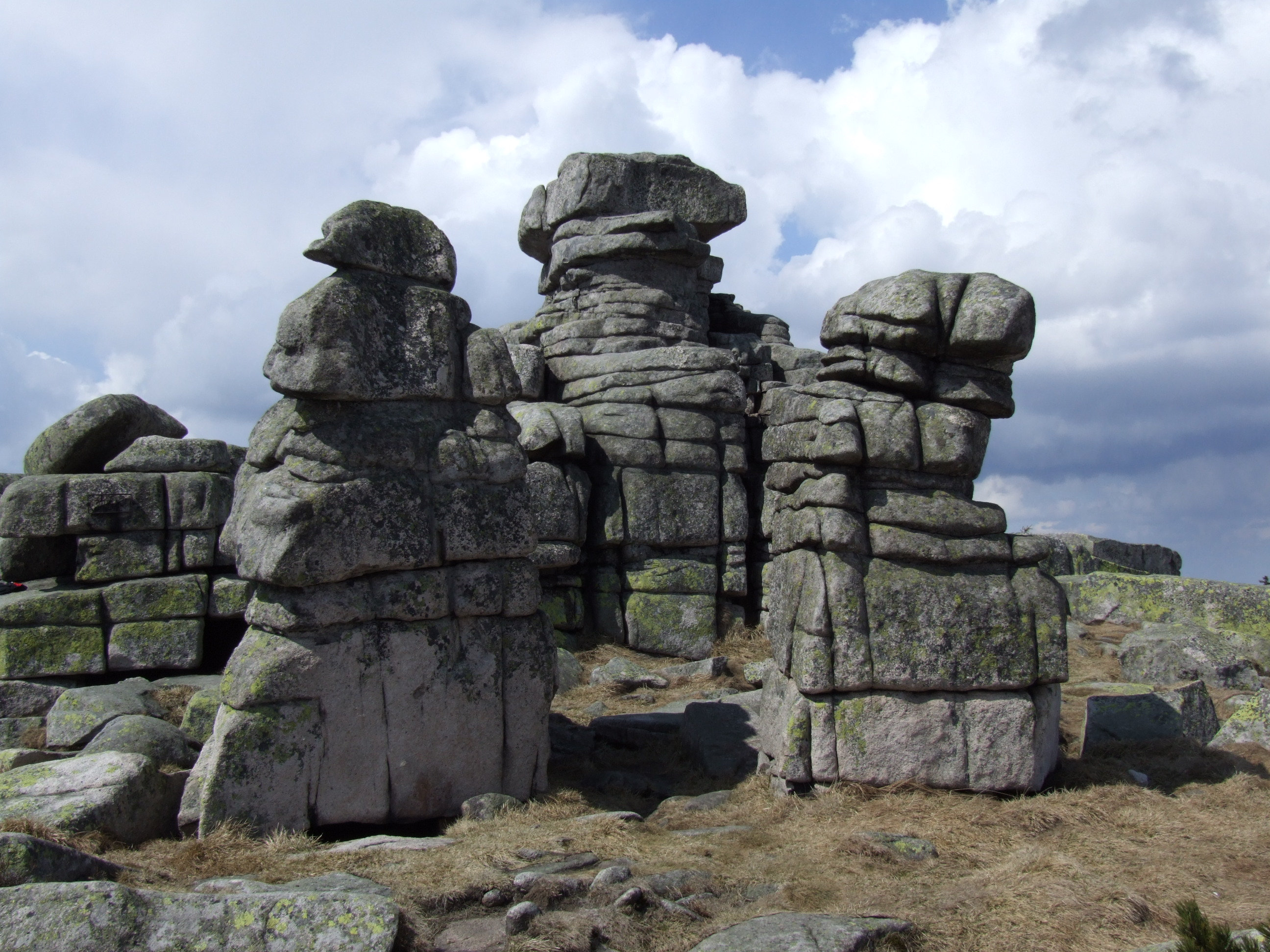
폴란드 남서부 실롱스크 스톤스 산의 화강암 노두
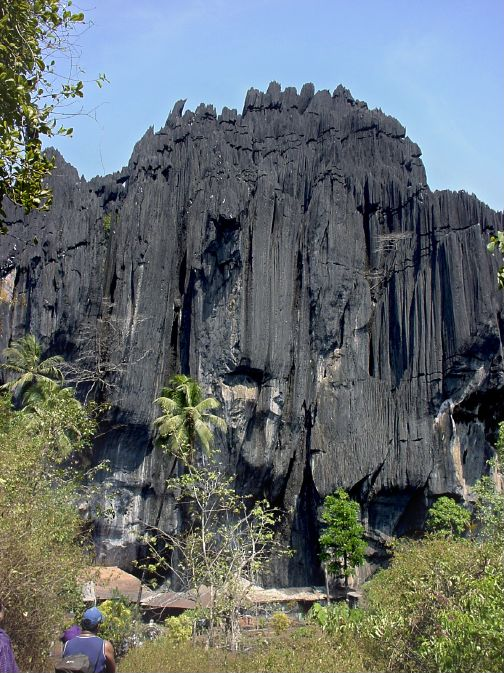
야나 근처의 노두
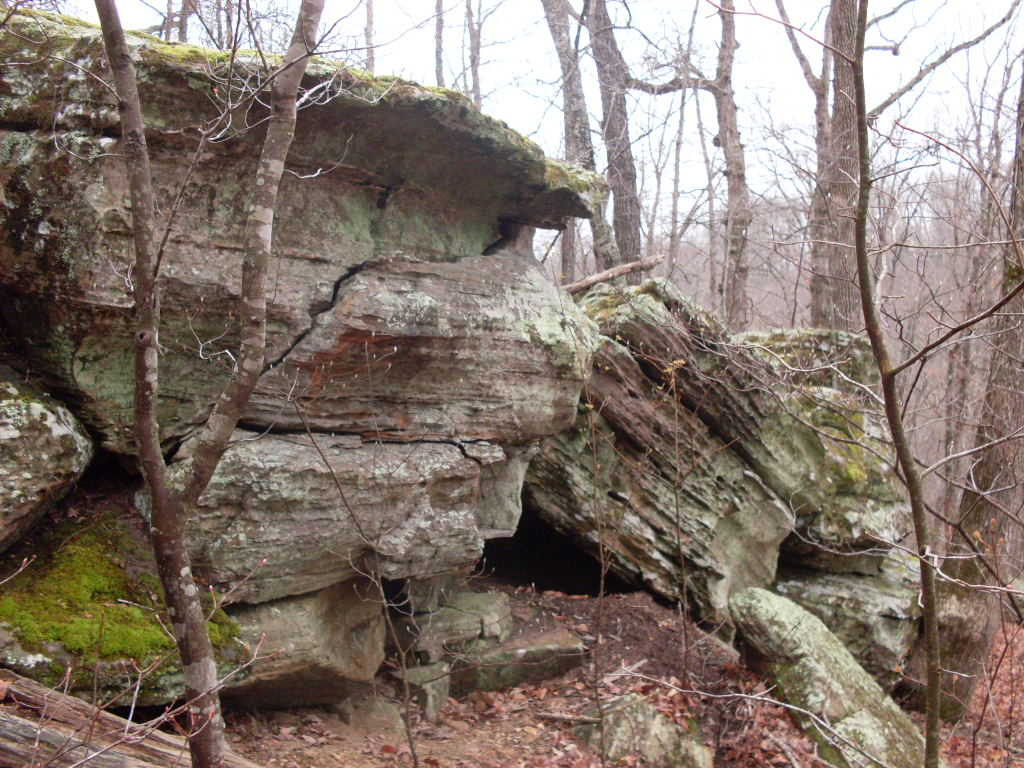
미주리주 남부 오자크의 루비두 층 노두
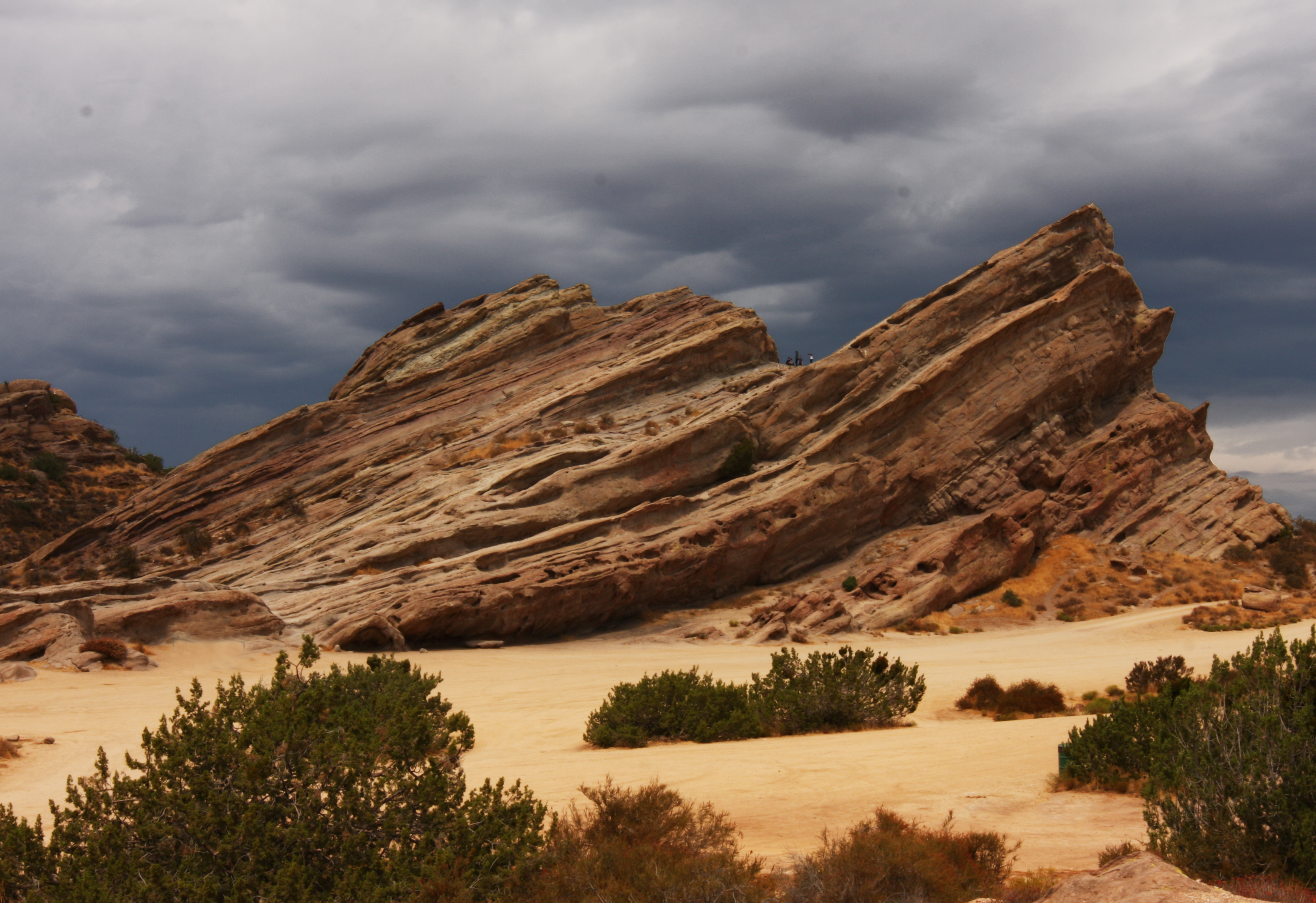
바스케스 바위 자연 지역 공원의 노두
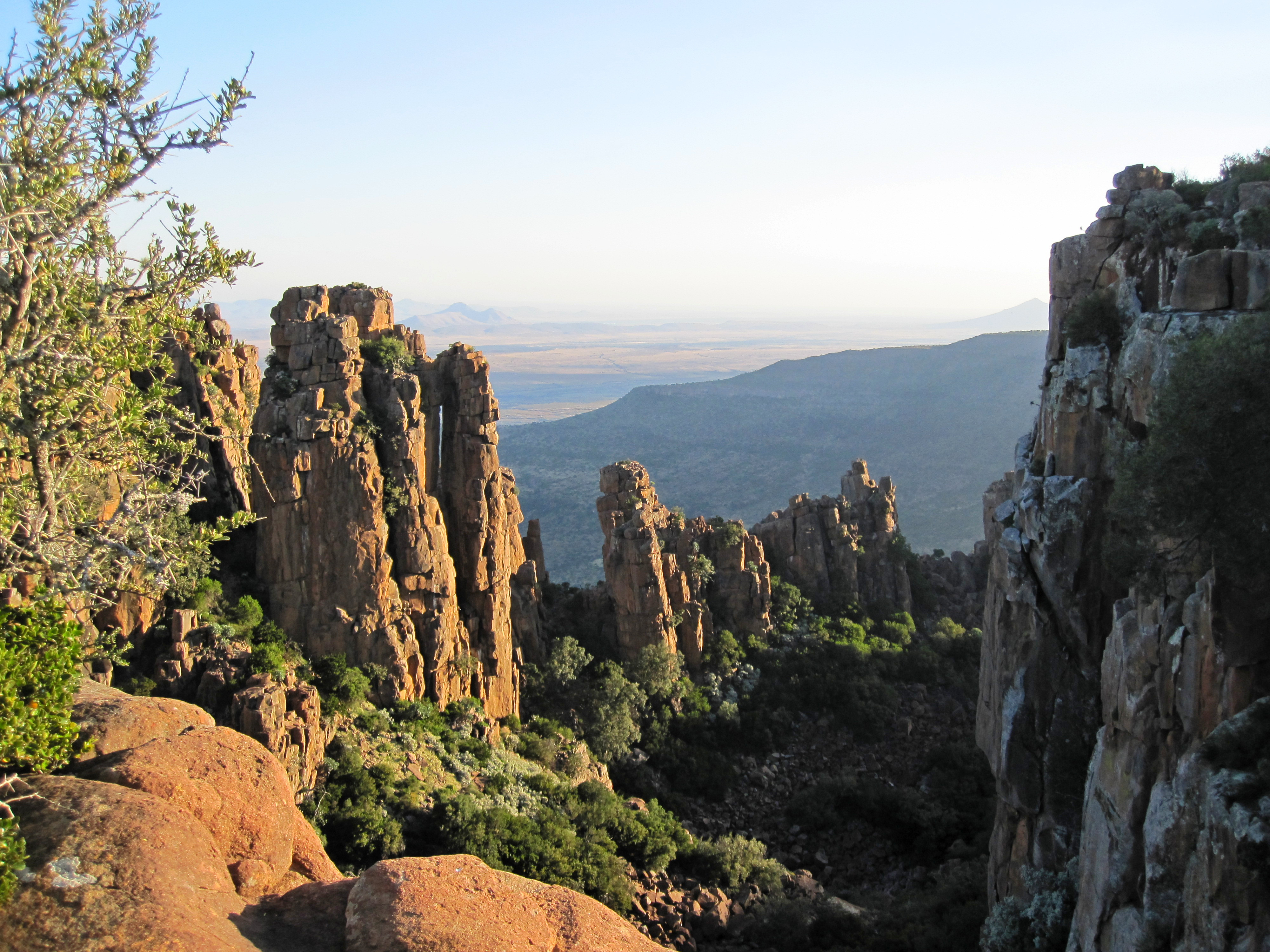
캄드부 국립공원의 황량한 계곡